# Chronique d'Ura-Linda

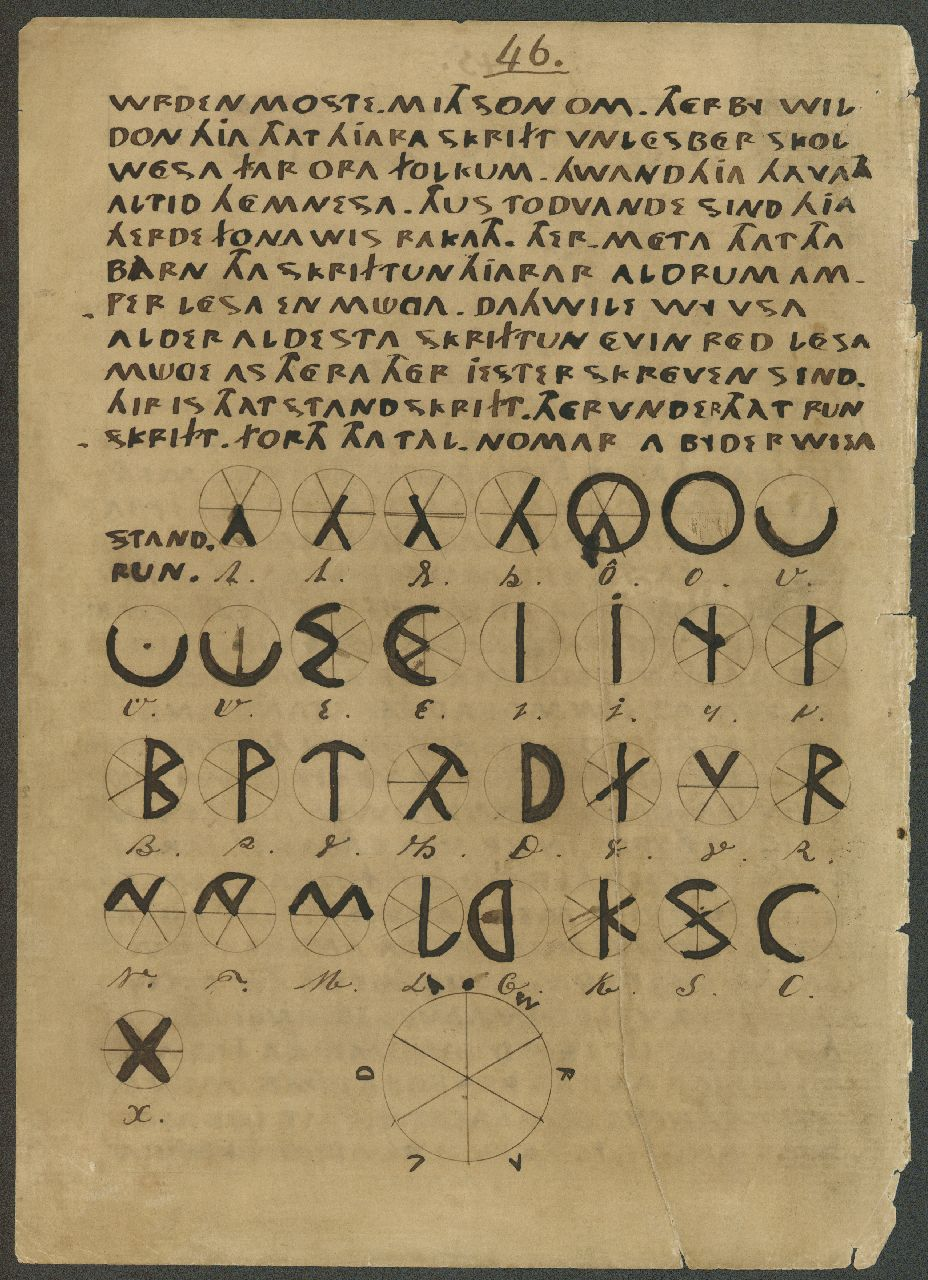
Page du manuscrit de la Chronique de Ura-Linda

La Chronique d'Ura-Linda (en néerlandais Het Oera Linda Boek) est un manuscrit écrit en vieux frison. C'est un faux, réalisé au XIXe siècle, à caractère mythologique et religieux, qui se présente comme une chronique de la Frise, depuis le Déluge jusqu'au Moyen Âge, de 2194 av. J.-C. à 803.
Le manuscrit apparaît en Frise dans les années 1860 ; il est traduit en néerlandais en 1872. Les doutes sur son authenticité surgissent immédiatement, et en 1879, il est prouvé qu'il s'agit d'un faux. Cependant, en raison de l'intérêt que va lui porter l'ésotérisme nazi au XXe siècle, il est encore cité dans les mouvements ésotériques, en particulier comme une preuve de l'existence de l'Atlantide.

## Histoire de la réception

### XIXesiècle
La Chronique d'Ura-Linda, en vieux frison Oera Linda Bok, apparaît en 1867, quand Cornelis Over de Linden (1811-1874) remet le manuscrit, qu'il prétend avoir toujours été en possession de sa famille, à Eelco Verwijs (1830-1880), bibliothécaire de la province de la Frise. Le manuscrit est conservé à Leeuwarden, au Centre d'histoire et de littérature frisonne,.
En 1872 Jan Gerhardus Ottema (1804-1879), membre de la Provinciaal Friesch Genootschap ter Beoefening van Friesche Geschied-, Oudheid- en Taalkund (Société frisonne d'histoire, d'archéologie et de linguistique), en publie une traduction en néerlandais. Ottema est convaincu de l'authenticité du manuscrit, écrit selon lui dans un alphabet runique inconnu jusqu'alors ; il lui donne son nom : Oera Linda, sous les tilleuls, du nom de la famille Over de Linden d'où il proviendrait. Une traduction en anglais par William Sandbach paraît à Londres en 1876.
Quelques années seulement après sa présentation, à la suite des recherches du philologue Jan Beckering Vinckers en 1876, la chronique a été considérée comme une forgerie et des conjectures ont commencé à être émises sur ses auteurs et intentions possibles.
En 1879, il est généralement admis que le texte est une forgerie, en raison d'un certain nombre d'anachronismes (il contient de nombreux termes de frison qui ne sont pas utilisés avant le XIXe siècle ; le papier date également du XIXe siècle), sans que l'on puisse déterminer s'il s'agit d'un canular, d'une parodie ou d'un exercice de fantaisie poétique.

### En Allemagne nazie
Cinquante ans plus tard, le philologue d'origine néerlandaise Herman Wirth, proche des milieux völkisch, engagé volontaire dans l'armée allemande durant la Première Guerre mondiale et enseignant à l'Université de Berlin, relance la question. En 1933, il publie une traduction en allemand sous le titre Die Ura Linda Chronik. L'ouvrage sera en 1934 une des raisons de la fondation de l'Ahnenerbe nazi par Himmler et Wirth, en collaboration avec Richard Walther Darré. En raison de l'engouement de Himmler pour le manuscrit, il est également appelé la « Bible de Himmler »,. Cependant, le manuscrit est controversé au sein du mouvement nazi ; Alfred Rosenberg et son entourage le rejettent, tout comme Gustav Neckel qui avait fait l'éloge du travail de Wirth avant la publication, mais qui publie une recension consternée quand il prend connaissance du contenu. Le 4 mai 1934, lors d'un débat public à l'auditorium de l'Université de Berlin, l'inauthenticité du manuscrit est reconnue et l'édition de Wirth désavouée.

### L'ésotérisme moderne
Le livre connaît un regain de popularité dans le monde anglo-saxon, avec la publication par Robert Scrutton de L'Autre Atlantis (1977) et des Secrets de l'Atland perdu (1979).
Il influence aussi des adeptes de mouvements néo-païens comme Tony Steele, qui y voit une révélation sur la culture mégalithique.

## Paternité du texte
Les auteurs les plus probables de ce texte sont les deux « découvreurs » du manuscrit, Cornelis Over de Linden ou Eelco Verwijs. En 2004, l'historien Goffe Jensma attribue la réalisation de ce faux au prédicateur protestant moderniste François Haverschmidt (1835-1894), auteur de poèmes sous le pseudonyme de Piet Paaltjens ; pour Jensma, Haverschmidt, avec l'aide de Over de Linden et de Verwijs, a cherché à écrire une parodie de la Bible pour ridiculiser le littéralisme de certains chrétiens traditionalistes, en leur démontrant que tout écrit n'est pas à prendre au pied de la lettre ; l'ironie a voulu qu'il soit pris au sérieux et qu'« un livre écrit pour démontrer que la Bible était un livre de fabrication humaine soit devenu lui-même une bible. »,.
Mais ce faux s'inscrirait aussi dans une tradition frisonne d'œuvres historiques apocryphes et falsifiées, à partir du XVIe siècle, sur l'origine et de l'identité des Frisons.

## Contenu
L'exemplaire manuscrit de la Chronique d'Ura-Linda aurait été copié en 1256 selon Ottema, et conservé dans la famille Over de Linden depuis cette date. Il s'agirait d'une compilation de textes plus anciens de différents membres de la famille Over de Linden, écrits en Europe du Nord, et présentant la Frise comme le centre d'une culture universelle. On y trouve les thèmes du catastrophisme (mention de l'Atland, le « vieux pays », nom donné à l'Atlantide au XVIIe siècle par Olof Rudbeck, qui aurait été submergée en 2193 av. J.-C, la même année que le Déluge, selon la chronologie biblique traditionnelle), du nationalisme, du matriarcat, et des éléments mythologiques.
Une peuplade germanique de Frise au IIIe millénaire avant notre ère serait partie des côtes de la mer du Nord pour fonder Athènes et apporter au monde oriental l'alphabet. C'est « un appui à la théorie d'une "Atlantide du nord", maintenant engloutie, d'où cette "race créatrice" et guerrière partit à la fois vers l'Amérique du Nord et vers le reste de l'Europe, où elle répandit son écriture ».
La chronique présente également un paradis matriarcal : la Frise, mais aussi l'Europe en général, auraient été, pour la plus grande partie de leur histoire, gouvernés par une succession de « matriarches », à la tête d'un ordre hiérarchique de prêtresses dédiées à la déesse Frya (une version primitive de la déesse nordique Freya), fille du dieu suprême Wralda et d'Irtha, mère de la terre . La chronique donne pour la Frise la liste des noms de celles qui se seraient succédé depuis le Déluge jusqu'au IIIe siècle av. J.-C. ; Adela aurait régné de 590 à 559 av J-C et serait celle qui aurait commandité la chronique.